# Mahmut Bušatlija (narodni heroj)
Mahmut Bušatlija "Buš" (Bugojno, 17. veljače 1915. – Tuzla, 17. listopada 1941.), narodni heroj Jugoslavije.

## Životopis
Rođen u Bugojnu. Prijeratni student na Pravnom fakultetu u Beogradu na Beogradskom sveučilištu, gdje je jedan od organizatora i rukovodilaca revolucionarnog studentskog pokreta. Član Uprave Udruženja bosansko-hercegovačkih studenata „Petar Kočić“. Prije Drugog svjetskog rata je studirao na Pravnom fakultetu u Beogradu. Bio je jedan od organizatora i rukovodilaca revolucionarnog studentskog pokreta na Beogradskom univerzitetu. Bio je član Uprave Udruženja bosansko-hercegovačkih studenata "Petar Kočić". U KPJ od 1937. godine. Napreduje u članstvu i od 1939. je član rukovodstva sveučilišnog odbora KPJ. Radio u Sarajevu. Stupio u ilegalačku aktivnost. Djelovao na pravcu od Sarajeva do Tuzle. Sudionik NOB od 1941. godine. Poslije Svibanjskog vijećanja CK KPJ 1941. godine, rukovodio je Vojnom komisijom stvorenoj pri pokrajinskom odboru KPJ za Bosnu i Hercegovinu. Kao takav bio je suorganizator priprema za oružani ustanak u Bosni i Hercegovini. Obilazije je stranačke organizacije u Bosanskoj krajini, središnjoj i istočnoj Bosni. Koncem ljeta 1941. godine politički je djelovao u istočnoj Bosni. Izvodeći jednu skupinu ilegalaca iz Tuzle u Majevički partizanski odred 16. listopada 1941. godine upao je u ustašku zasjedu kod Gornje Tuzle, na Majevici. Izbio je okršaj s ustašama pri čemu je teško ranjen i zarobljen. Sutradan je umro u tuzlanskoj bolnici. Posmrtni ostatci poslije rata pokopani su u Grobnici narodnih heroja u spomen-parku Vraca, na Trebeviću iznad Sarajeva. Ukazom Predsjedništva Antifašističkog vijeća narodnog oslobođenja Jugoslavije (AVNOJ) od 26. srpnja 1945. godine među prvim je borcima Narodnooslobodilačke vojske proglašen za narodnog heroja